# Idebenon
Idebenon ist ein antioxidativ wirksamer, synthetisch hergestellter Stoff, der strukturell und funktionell dem Ubichinon-10 ähnlich ist. Durch eine Hemmung der Lipidperoxidation vermag es Zellmembranen und Mitochondrien vor Beschädigung durch toxische Sauerstoffformen zu schützen.
Idebenon wird u. a. als Arzneistoff in der Behandlung der Leberschen Optikusatrophie (LHON) eingesetzt, für die es in der EU seit Oktober 2015 zugelassen ist. Idebenon zählt zu den Psychoanaleptika und Nootropika.

## Pharmakologische Eigenschaften
Idebenon ist ein Antioxidans, das auf die Mitochondrien wirkt. LHON-Patienten weisen Mutationen in Genen auf, die Funktionen der Mitochondrien codieren. Es kommt zu Funktionsstörungen in der Energieproduktion, wobei toxische Formen von Sauerstoff (freie Radikale) entstehen, die die Netzhautzellen im Auge schädigen. Idebenon soll helfen, die Energieproduktion durch die Wiederherstellung der Funktion der Mitochondrien zu verbessern, und somit Zellschädigung und Visusverlust vorzubeugen.
Idebenon ist peroral anwendbar. Die Bioverfügbarkeit ist bei gleichzeitiger Einnahme mit fetthaltiger Nahrung verbessert. Studien zur Pharmakodynamik und Pharmakokinetik sind in der Literatur beschrieben.

## Medizinische Verwendung
Idebenon wurde ursprünglich von Takeda Pharmaceutical entwickelt zur Behandlung der Alzheimer-Krankheit, in der es sich jedoch als nicht ausreichend wirksam zeigte. In einigen europäischen Ländern wird es zur Behandlung von kognitiven Störungen verwendet.
Die Firma Santhera Pharmaceuticals entwickelt Idebenon in weiteren Anwendungsbereichen. Der Arzneistoff ist verschreibungspflichtig.

### Lebersche Optikusatrophie
Mit der Handelsbezeichnung: Raxone wurde Idebenon im September 2015 durch die Europäische Kommission zugelassen zur Behandlung von Sehstörungen bei Erwachsenen und Jugendlichen ab 12 Jahren mit Leberscher Optikusatrophie (LHON). Es ist der erste für diese Indikation genehmigte Wirkstoff in allen 28 Mitgliedstaaten der Europäischen Union (EU), Norwegen, Island und Liechtenstein.
LHON ist eine seltene mitochondriale Erbkrankheit mit einer Häufigkeit von ungefähr 2/100.000 in Europa. Idebenon wurde bereits im Februar 2007 als Orphan Drug (Arzneimittel für seltene Leiden) ausgewiesen. Hartmut Morck, Marburg, spricht in der Pharmazeutischen Zeitung (PZ) in seiner Bewertung von einer „Sprunginnovation“.
In Deutschland wurde 2018 ein Studienprojekt in Form eines Registers für Patienten gestartet, um wichtige Einblicke in die Diagnostik, Prognose und Heilungschancen der seltenen Erkrankung LHON zu erhalten.

### Friedreich-Ataxie
Die Friedreich-Ataxie (FA) ist eine fortschreitende degenerative Erkrankung des zentralen Nervensystems. Sie ist gekennzeichnet durch einen genetisch bedingten Mangel des Proteins Frataxin, das bei der Bildung der Mitochondrien eine Rolle spielt. Bei einem Frataxinmangel kommt es zur Bildung toxischer Sauerstoffradikale, die insbesondere Nerven- und Herzmuskelzellen schädigen. Als Mnesis war Idebenon in Schweiz von 2004 bis 2011 zur Therapie der manifesten nicht dilatativen Kardiomyopathie bei FA-Patienten zugelassen, in Kanada von 2008 bis 2013 unter dem Namen Catena. Einen europäischen Zulassungsantrag in dieser Indikation für das Medikament Sovrima wies die EMA 2008 ab.

### Potentielle Anwendungen
Idebenon wird auch in anderen Indikationsbereichen untersucht, z. B. in der Duchenne-Muskeldystrophie (DMD), verschiedene andere mitochondriale Erkrankungen, z. B. Kardiomyopathie, Friedreich-Ataxie, Kearns-Sayre-Syndrom, Mitochondrial Encephalopathy Lactic Acidosis & Stroke-like Episodes (MELAS) und/oder Thioredoxin-2 Defizienz und der Ophthalmoplegia progressiva externa (CPEO).
Für die Indikation primär progrediente MS (PP-MS) wird in den USA eine Phase-II-Studie durchgeführt.

### Unerwünschte Wirkungen
Häufige Nebenwirkungen sind kombinierte Nasen-Rachenentzündungen und Husten. Durchfall und Rückenschmerzen treten ebenfalls öfter auf.

### Klinische Studien
- Lebersche Optikusatrophie (LHON)

Idebenon wurde in der Zulassungsstudie RHODOS, an der 85 Patienten teilnahmen, untersucht, in der es 24 Wochen lang mit Placebo verglichen wurde. Das Hauptaugenmerk für eine Wirksamkeit lag auf einer Visusverbesserung. Hauptsächlich wurden Tests mit Standard-Optotypen durchgeführt, die die Patienten im Rahmen eines Sehtests auf einer Sehprobentafel lesen sollten. Bis zum Ende der Studie konnten die mit Idebenon behandelten Patienten, verglichen mit den Patienten, die Placebos erhielten, im Durchschnitt 3 bis 6 Sehzeichen mehr erkennen. Des Weiteren konnten einige hochgradig geschädigte Patienten nach der Behandlung im Rahmen des Sehtests zumindest eine Zeile lesen, was ebenfalls als klinisch relevant erachtet wurde. 30 % der mit dem Arzneistoff behandelten Patienten (16 von 53) erzielten eine klinisch relevante Verbesserung der Sehkraft auf mindestens einem Auge, verglichen mit 10 % der Patienten (3 von 29) in der Placebogruppe. Gestützt werden die Ergebnisse durch die Studie RHODOS-OFU.
Im Rahmen bisheriger Studien erzielte Raxone bei mindestens 1 von 2 Patienten mit guter Restsehkraft auf mindestens einem Auge eine Stabilisierung der Sehschärfe (Clinically Relevant Stabilization, CRS). Ebenso bewirkte das Arzneimittel bei 1 von 3 Patienten, der bis zu 5 Jahre nach Symptombeginn behandelt wurde, eine klinische relevante Erholung des Sehvermögens (Clinically Relevant Recovery, CRR). Eine CRR war dabei definiert als eine Verbesserung vom off-Chart Bereich (ETDRS-Skala) auf mindestens 5 Buchstaben on-chart (entspricht 1 Zeile) oder eine Verbesserung von mindestens 10 Buchstaben on-chart (entspricht 2 Zeilen).
- Duchenne-Muskeldystrophie (DMD)
 Die Studie DELOS untersuchte die Wirksamkeit zur Stabilisierung der Lungenfunktion bei Patienten mit Duchenne-Muskeldystrophie an 17 Zentren in Europa und den USA. Die eingeschlossenen 64 Patienten mit genetisch gesicherter DMD waren zwischen 10 und 18 Jahre alt.[26]

### Frühe Nutzenbewertung (AMNOG)
Seit 2011 müssen sich neu zugelassene Medikamente mit neuen Wirkstoffen in Deutschland aufgrund § 35a SGB V (AMNOG) einer „frühen Nutzenbewertung“ durch den Gemeinsamen Bundesausschuss (G-BA) unterziehen. Dies gilt auch für Idebenon.
Der G-BA hat Raxone im Rahmen des AMNOG-Verfahrens bewertet und das Ausmaß des Zusatznutzens bei LHON-Patienten als „nicht quantifizierbar“ eingeschätzt. Die stark limitierte Evidenzlage zur LHON ist der Seltenheit der Erkrankung geschuldet. Mit einer Prävalenz der LHON zwischen 2,06 und 4,30 pro 100.000 Personen tritt diese Erkrankung in Deutschland äußerst selten auf und erfordert für klinische Studien einen hohen Aufwand zur Rekrutierung von Patienten. Die Europäische Arzneimittel-Agentur (EMA) hat unter Anerkennung der Studien-Situation eine Zulassung unter „außergewöhnlichen Umständen“ erteilt. Das bedeutet, dass es aufgrund der Seltenheit der Erkrankung nicht möglich war, vollständige Informationen zu diesem Arzneimittel zu erhalten. Im Rahmen des Risikomanagement wird die EMA alle neuen Informationen, die verfügbar werden, jährlich bewerten, und falls erforderlich, die Packungsbeilage aktualisieren.
Raxone hat inzwischen wie alle neu eingeführten Arzneimittel in Deutschland das AMNOG-Verfahren durchlaufen. Im Rahmen dieses Verfahrens haben der GKV-Spitzenverband und Santhera einem einheitlichen Erstattungsbetrag für Raxone zugestimmt. Im Rahmen der Verhandlungen mit dem GKV-Spitzenverband zum Erstattungsbetrag wurde für die Verordnung von Raxone auch eine Praxisbesonderheit vereinbart.

### Fertigarzneimittel
Raxone (EU), Mnesis (IT), Amizal (PT)

## Weitere Verwendungen
In den USA wird Idebenon als Nahrungsergänzungsmittel (dietary supplement) vermarktet. Idebenon ist ein synthetischer Stoff, der nicht in der Nahrung vorkommt. 2003 vertrat die FDA die Auffassung, dass Idebenon nicht der Definition eines dietary supplement oder dietary ingredient entspreche. Auch im europäischen Ausland wurde Idebenon als Nahrungsergänzungsmittel vertrieben.
In kosmetischen Produkten kommt die Substanz zur Vorbeugung gegen Hautalterung zum Einsatz.